# 퍼시픽 블루 항공
퍼시픽 블루 항공(영어: Pacific Blue Airlines)은 뉴질랜드의 저비용 항공사이자 버진 그룹의 자회사로 2003년에 설립해 2004년에 취항을 개시 했으나 2011년에 버진 오스트레일리아로 합병된 저비용 항공사로 본사는 뉴질랜드 크라이스트처치에 위치해 있다.

## 역사
퍼시픽 블루는 2003년에 설립되어 2004년 1월부터 뉴질랜드의 크라이스트처치와 오스트레일리아의 브리즈번을 잇는 국제선 노선을 시작했다. 그와 동시에 웰링턴과 시드니를 연결하는 노선을 신설했다. 하지만 3개월 간에 운항이 중단된 적이 있다.
2007년 8월 1일부터 ICAO의 항공 코드가 지금까지 PBI에서 PBN로 변경되었다. 이는 항공 관제 관이 PBI에 사용되는 알파벳 I 와 숫자 1 을 혼동하지 읺기 위해 변경된 것이다. 2007년 8월 21일 뉴질랜드 주 도시를 잇는 3개 국내선 노선의 서비스를 해 11월에 신설했다. 타 항공사에 대항하기 위해 경쟁 회사가 운임을 30% 내림 조치를 취하면서 이용자 수가 많이 증가했다. 실제로 퍼시픽 블루는 위의 3개 노선을 2007년 11월 12일부터 시작 전 노선 모두 기본 요금이 초저가 운임으로 운영했다.
2008년 6월 더니딘에 진출해 크라이스트처치 국내선 노선을 개설했다. 당시 더니딘의 경우 뉴질랜드의 항공사인 에어 뉴질랜드의 독점 상태로 최초로 단독 운항 노선을 취항했다. 하지만 2010년 10월 경쟁사를 포함한 가격 경쟁 격화로 국내선 생존이 어려워 지면서 뉴질랜드의 국내선 노선을 모두 중단했다. 2011년 12월에 브이 오스트레일리아와 함께 버진 오스트레일리아로 합병되면서 현재에 이르고 있다.

## 운항 노선
- 2011년 당시 퍼시픽 블루 항공은 다음과 같은 노선을 운항하고 있었다.

## 같이 보기
- 버진 그룹
- 버진 애틀랜틱
- 버진 아메리카